# Vasundhara Das
Vasundhara Das (nacida en 1977 en Bangalore, Karnataka), es una cantante, compositora y actriz india. Ella ha participado como actriz en el cine hindi, tamil, malayalam y canarés. Además fue cofundadora de la banda musical Arya. Como cantante de playback o reproducción, ha interpretado uno de sus temas musicales más exitosos titulado "Baby Shakalaka" para la película "Mudhalvan" en Tamil, que también fue su tema musical debut. Ella también ha interpretado temas musicales para películas hindis.

## Biografía
Vasundhara Das nació en Bangalore. Estudió en el Convento de "Cluny High School" y en el "Mount Carmel College", ambas en Bangalore, en este último donde se graduó en Economía y Matemáticas.
Ella comenzó a dedicarse a la música clásica indostánica cuando tenía unos seis años de edad. Solía huir de casa para evitar tomar clases de música. En sus días universitarios formó parte de una banda musical de chicas. Aunque ella se sentía también atraída por la música española como el flamenco, ya que le gustaba tocar la guitarra.
Ella habla Canarés (kannada), hindi, tamil, inglés y español.

## Vida personal
Vasundhara Das se casó con su amigo de mucho tiempo llamado, Roberto Narain. 

## Carrera

### Como actriz
Vasundhara comenzó a participar como actriz en la película "Hey Ram" (1999) y su carrera como cantante de playback, cuando grabó un tema musical en Tamil para la película  "Mudhalvan", junto a  A. R. Rahman. Fue considerada para interpretar el personaje de una heroína dirigida por Mani Ratnam en la película "Alaipayuthey" junto a R. Madhavan.

### Como cantante
Su carrera como cantante empezó cuando ella formó parte de una banda musical llamada Arya, junto a Roberto Narain, ya que ella fue también una de las fundadoras. La banda contaba con músicos de diversos orígenes y estilos, intérpretes de géneros musicales como el Hindustani y Carnatic clásica, jazz, latin, rock y pop. Roberto Narain tocaba la batería y Vasundhara, interpretaba cantos de voces occidentales e indios. La música de Arya fue auspiciado por el sello discográfico World Music. Arya tubo su primera actuación en el prestigioso festival "La Mar de Músicas" en España en 2003. La banda realizó una gira por los Estados Unidos en septiembre de 2004.

## Discografía
- Ugly Aur Pagli [2008] Hindi
- Ullasamga Utsahamga [2008] Telugu
- Sillunu Oru Kaadhal [2007] Tamil
- Corporate [2006] Hindi
- Kabhi Alvida Naa Kehna [2006] Hindi
- Happy [2006] Telugu
- Mayabazar [2006] Telugu
- Ek Dastak [2005] Hindi
- Aegan [2008] Tamil
- Kushi [2000] Tamil
- Kal Ho Naa Ho [2003] Hindi
- Boys [2003] Tamil
- Kanda Naal Mudhal [2005] Tamil
- Anniyan [2005] Tamil
- Sye [2004] Telugu
- Missama [2003] Telugu
- Mee Intikoste Yem Istaru Ma Intikoste Yem Testaru [2003] Telugu
- Manmadhan [2004] Tamil
- Kudiyon Ka Hai Zamana [2005] Hindi
- Pathar Bezubaan [2004] Hindi
- Vajram [2004] Malayalam
- Filmstar [2003] Hindi
- Lankesh Patrike [2002] Kannada
- Adrustam [2002] Telugu
- Kadhal Virus [2002] Tamil
- Citizen [2001] Tamil
- Raavanaprabhu [2001] Malayalam
- Monsoon Wedding [2000] Hindi
- Hey Ram [1999] Tamil & Hindi